# Itō Sakio
Itō Sakio (伊藤 佐喜雄), (3 août 1910 à Tsuwano dans la préfecture de Shimane, 17 octobre 1971), est un écrivain japonais. 

## Biographie
Fils de l'actrice Izawa Ranja, Sakio naît en 1910. Il fréquente l'école secondaire à Osaka, qu'il quitte rapidement. Pendant son séjour à l'école, il rencontre le critique littéraire Yasuda Yojūrō, l'accompagne dans l'enseignement et devient membre de l'école romantique japonaise (日本浪曼派, Nihon romanha) et le cogito.
En 1936 il est candidat pour l'attribution du prix Akutagawa. Il obtient en 1949 le prix Iketani-Shinzaburō pour son roman Hana no koteki (花の鼓笛). Après la guerre, il écrit des romans pour jeunes filles et des biographies de personnages célèbres pour les enfants, parues dans la bibliothèque des chefs-d'œuvre de l'éditeur Kaisei.

## Sélection de titres
- 1942 Haru no koeki (春の鼓笛)
- 1942 Shiramei nikki (不知火日記)
- 1943 Hōjō Tokimune (北条時宗)
- 1944 Mori Ōgai (森鴎外)
- 1951 Shimazaki Tōson - Poète de la passion (島崎藤村 情熱の文豪, Shimazaki Tōson shōnetsu no bungō)